# ۹۱۴ (قمری)
۹۱۴ (قمری)، نهصد و چهاردهمین سال در گاهشماری هجری قمری است. اول محرم این سال برابر با دوازدهم مه سال ۱۵۰۸ میلادی است.